# Timandra deleta
Timandra deleta là một loài bướm đêm trong họ Geometridae.